# Построения с линийка и пергел
Построенията с линийка и пергел са класически вид геометрични задачи за построение, известни от античността. При тях могат да се използват само два абстрактни чертожни инструмента:
- линийка без деления, за която се приема, че има само един праволинеен ръб и е неограничена, с нейна помощ може да се построи права през всеки две точки; и
- пергел, за който се приема, че може да начертае окръжност с произволен център и произволен радиус.

Не е разрешено използването на други чертожни инструменти като транспортир (за точно отмерване на градусите) или триъгълник (за начертаване на прав ъгъл).
Аналитично погледнато, задачата за построение с линийка и пергел има за цел да изрази търсената отсечка посредством рационални математически операции и образуване на корен квадратен.
В България този вид задачи започват да се преподават в 7 клас на средното общообразователно училище.

## Решими задачи
Сред лесните задачи за построение с линийка и пергел, които се изучават и в училище, са:
Основни построителни задачи
- построяване на ъгъл равен на зададен ъгъл,
- построяване на симетрала на дадена отсечка,
- построяване на перпендикуляр от точка към права,
- построяване на ъглополовяща на даден ъгъл,
- построяване на права, успоредна на дадена права, през дадена точка.

Построяване на триъгълник
- по дадени две страни и ъгъл между тях,
- по дадени страна и два прилежащи към тази страна ъгли,
- по дадени три страни,
- построяване на правоъгълен триъгълник по катет и хипотенуза.

Построяване на успоредник
- по дадени две страни и ъгъл
- по дадени два диагонала и ъгъл между тях

Известна е теоремата на Гаус-Ванцел:
Правилен n-ъгълник може да бъде построен с линийка и пергел, ако и само ако n е произведение от степен на 2 и различни прости числа на Ферма, т.е. ако и само ако n е във вида n = 2kp1p2…ps, където k е неотрицателно цяло число, а pi са различни прости числа на Ферма.

## Нерешими задачи
Теорията на Галоа доказва, че следните класически задачи са нерешими чрез построения с линийка и пергел:
Делоска задача
Даден е куб с дължина на ръба {\displaystyle a}. Задачата изисква да се построи страната на куб с два пъти по-голям обем от дадения, т.е. отсечка с дължина {\displaystyle a{\sqrt[{3}]{2}}}
Задача за квадратурата на кръга
Тя търси да построи квадрат, равнолицев на даден кръг с радиус 1. Следователно трябва да се построи отсечка с дължина {\displaystyle {\sqrt {\pi }}}, което е невъзможно, тъй като π е трансцендентно число.
Трисекция на ъгъл
Задачата изисква произволен ъгъл с големина {\displaystyle \alpha } да се раздели на три равни части, или с други думи по отсечка с дължина {\displaystyle \cos \alpha } да се построи отсечка с дължина {\displaystyle \cos(\alpha /3)}. Това изисква решаването на уравнението {\displaystyle 4(\cos(\alpha /3))^{3}-3\cos(\alpha /3)-\cos \alpha =0}, което няма алгебрично изражение чрез квадратни корени.